# Cerovo (Słowenia)
Cerovo – wieś w Słowenii, w gminie Grosuplje. 1 stycznia 2017 liczyła 34 mieszkańców.